# لوني تونز: باك إن أكشن
لوني تونز: باك إن أكشن (بالإنجليزية: Looney Tunes: Back in Action)‏، فيلم كوميدي أمريكي أُنتج عام 2003 من إخراج جو دانتي وسيناريو لاري دويل.

## الممثلون
- برندان فريزر - دي جي
- جينا إلفمان - كايت
- ستيف مارتن - السيد شيرمان
- هيذر لوكلير - داستي تيلز
- جوان كوزاك - الأم
- تيموثي دالتون - داميان دريك
- بيل غولدبيرغ - السيد سميث
- ماثيو ليلارد - نفسه
- جيف غوردون - نفسه
- مايكل جوردن - نفسه (لقطات مأخوذة من فليم سبيس جام)
- روجر كورمان - مدير الاستوديو
- بيتر غرافز
- مارك لورانس - نائب الرئيس أكمي
- رون بيرلمان - نائب الرئيس أكمي
- روبرت باساردو - نائب الرئيس أكمي

الأصوات
- جو ألاسكي - (باغز باني، دافي داك، سيلفستر, بيكي بوزارد)
- جيف بينيت - (فوغهورن ليغهورن , يوسيميتي سام, شرير كاناستا)
- بوب بيرغن - بوركي بيغ
- جوون فوراي - جراني
- إريك غولدبرغ - (مارفن ذا مارشن , الضفدع ميشيغان , سبيدي غونزالس , تويتي)
- بروس لانويل - بيبي لا بيو
- بيلي ويست - (إلمر فاد , بيتر لور)
- كايسي قاسم - شاجي روجرز
- فرانك ويلكر - سكوبي دو

## الدبلجة العربية
- قاسم ملحو - دي جي
- أمل عمران - كايت
- زياد الرفاعي - باغر باني، دافي داك
- مروان فرحات - داميان دريك ومارفن ذا مارشن
- عادل أبو حسون - شيرمان، سكوبي دو
- محمد خرماشو - تاز
- آمال سعد الدين - داستي تيلز
- فدوى سليمان - غراني
- آمنة عمر - تويتي
- أيمن السالك - سلفستر، إلمر فاد
- محمد حداقي - رجل الآلي
- رأفت بازو - شاغي روجرز

## مصدر
1. ↑  "Looney Tunes: Back in Action (2003)". بوكس أوفيس موجو. مؤرشف من الأصل في 2019-03-25. اطلع عليه بتاريخ 2008-01-25.
2. ↑  وصلة مرجع: http://stopklatka.pl/film/looney-tunes-znowu-w-akcji. الوصول: 7 يوليو 2016.

## وصلات خارجية
- الموقع الرسمي
- لوني تونز: باك إن أكشن على موقع IMDb (الإنجليزية)
- لوني تونز: باك إن أكشن على موقع ميتاكريتيك (الإنجليزية)
- لوني تونز: باك إن أكشن على موقع روتن توميتوز (الإنجليزية)
- لوني تونز: باك إن أكشن على موقع نتفليكس (الإنجليزية)
- لوني تونز: باك إن أكشن على موقع قاعدة بيانات الأفلام العربية
- لوني تونز: باك إن أكشن على موقع ألو سيني (الفرنسية)
- لوني تونز: باك إن أكشن على موقع Turner Classic Movies (الإنجليزية)
- لوني تونز: باك إن أكشن على موقع أول موفي (الإنجليزية)
- لوني تونز: باك إن أكشن على موقع بوكس أوفيس موجو (الإنجليزية)
- لوني تونز: باك إن أكشن على موقع فيلمافينيتي (الإسبانية)